# Pierre Benoît

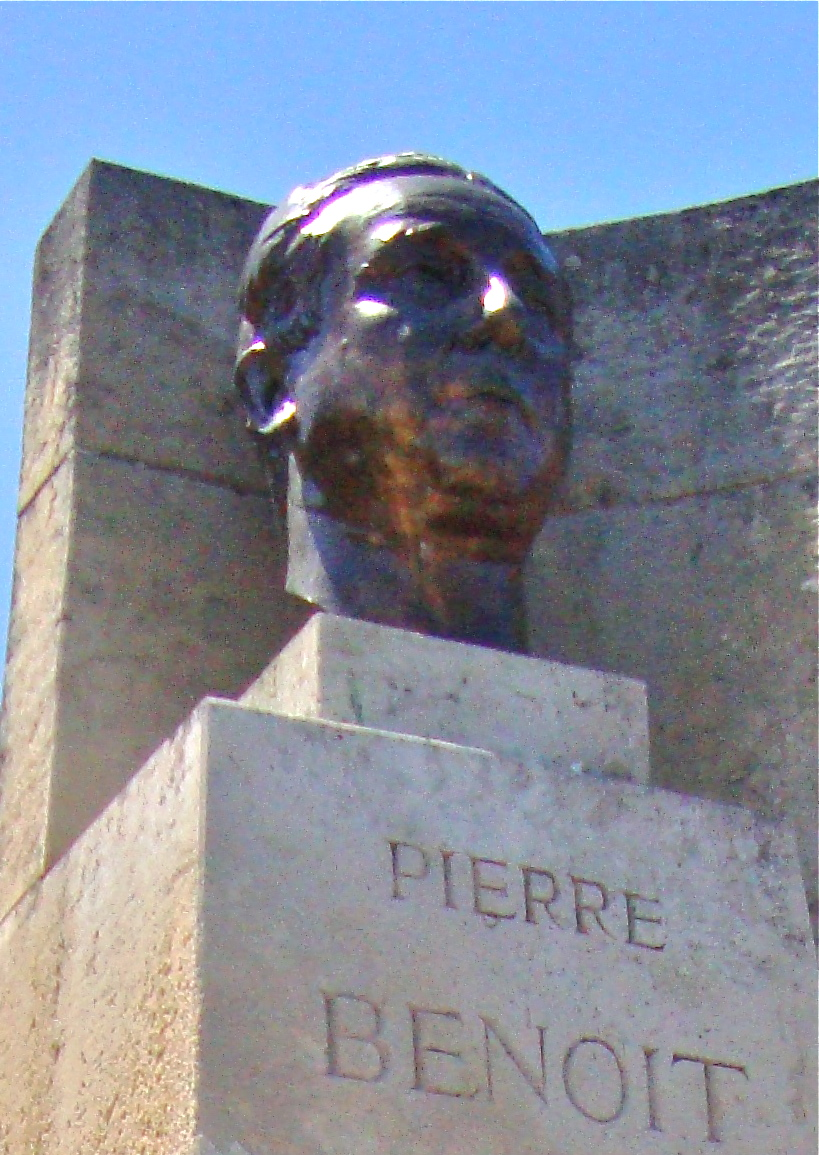
Monumento a Pierre Benoît eretto a Ciboure, Francia

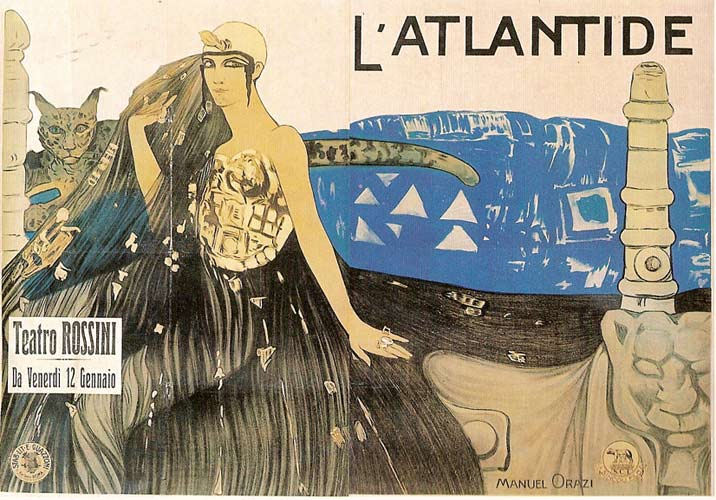
Locandina (litografia) di Manuel Orazi del film francese L'Atlantide del 1921 di Jacques Feyder tratto dal romanzo di Benoit. Con Stacia Napierkowska (la regina Antinea)

Pierre Benoît (Albi, 16 luglio 1886 – Ciboure, 3 marzo 1962) è stato un romanziere francese, membro dell'Académie française dal 1931.

## Biografia
Nato ad Albi, nella regione Midi-Pirenei (Francia meridionale), era il figlio di un soldato. Benoît spese i suoi primi anni e il servizio militare nell'Africa settentrionale, prima di diventare un funzionario. Il suo primo romanzo, Koenigsmark, fu pubblicato nel 1918; L'Atlantide seguì l'anno successivo e fu insignito del Gran premio dell'Académie française.
L'anno successivo alla pubblicazione il romanzo fu accusato dal critico letterario Harry Magden di essere un plagio de La donna eterna (She) di H. Rider Haggard del 1886-1887. In realtà entrambe le storie - che hanno somiglianze superficiali - sembrano ispirarsi all'antica leggenda di Tin Hinan dei Tuareg. Benoît promosse una causa per diffamazione, perdendola.
Nonostante una parte della critica lo ritenesse mediocre, il libro diventò subito un best seller tradotto in quindici lingue, grazie alla sua trama avvincente, e fu uno dei maggiori successi della letteratura avventurosa della prima metà del Novecento. Ad esso sono ispirati numerosi film sul tema di Atlantide.
Benoît stesso divenne membro dell'Académie française nel 1931.
Si spense nel marzo del 1962 a Ciboure.

## Opere

### Romanzi
Con l'eccezione di Kœnigsmark, pubblicato inizialmente presso Émile-Paul Frères, tutti gli altri romanzi di Pierre Benoît sono stati pubblicati da éditions Albin Michel (alcuni di essi furono pre pubblicati su giornali e riviste).
- Kœnigsmark (1918)
- L'Atlantide (1919), Sonzogno, Milano, 1920
- Per don Carlos (Pour don Carlos, 1920), romanzo storico, Ed. Bemporad & Figlio, Firenze 1930[1]
- Le Lac salé (1921)
- La Chaussée des géants (1922)
- Mademoiselle de La Ferté (1923)
- Michelina e l'amore (Le roman des quatre, 1923), in collaborazione con Paul Bourget, Henri Duvernois e Gérard d'Houville.
- La Châtelaine du Liban (1924)
- Le Puits de Jacob (1925)
- Alberte (1926)
- Il re lebbroso (Le Roi lépreux, 1927), Sonzogno, Milano, 1930
- Axelle (1928)
- Erromango (1929)
- Le Soleil de minuit (1930)
- Le Déjeuner de Sousceyrac (1931)
- L'Île verte (1932)
- Fort-de-France (1933)
- Cavalier 6 (1933) (seguito da L'Oublié, scritto nel 1922)
- Monsieur de la Ferté (1934)
- Boissière (1935)
- La Dame de l'Ouest (1936)
- Saint-Jean d'Acre  (1936) (seguito da La Ronde de nuit)
- L'Homme qui était trop grand (1936), in collaborazione con Claude Farrère
- Les Compagnons d'Ulysse (1937)
- Bethsabée (1938)
- Notre-Dame-de-Tortose (1939)
- Les Environs d'Aden (1940)
- Le Désert de Gobi (1941)
- Lunegarde (1942)
- Seigneur, j'ai tout prévu... (1943)
- L'Oiseau des ruines (1947)
- Jamrose (1948)
- Aïno (1948)
- Le Casino de Barbazan (1949)
- Les Plaisirs du voyage (1950)
- Les Agriates (1950)
- Le Prêtre Jean (1952)
- La Toison d'or (1953)
- Villeperdue (1954)
- Feux d'artifice à Zanzibar (1955)
- Fabrice (1956)
- Montsalvat (1957)
- La Sainte Vehme (1958)
- Flamarens (1959)
- Le Commandeur (1960)
- Les Amours mortes (1961)
- Aréthuse, (1963), romanzo postumo e incompiuto

## Filmografia
Elenco parziale di pellicole tratte da opere dello scrittore.
- Pour don Carlos, di Musidora e Jacques Lasseyne (1921)
- L'Atlantide, di Jacques Feyder (1921)
- Kœnigsmark di Léonce Perret (1923)
- La Chaussée des géants di Robert Boudrioz e Jean Durand (1926)
- Prigionieri (Surrender) di William K. Howard (1931), da Axelle.
- L'Atlantide (Die herrin von Atlantis), di Georg Wilhelm Pabst (1932)
- La Châtelaine du Liban  di Jean Epstein (1934)
- Kœnigsmark di Maurice Tourneur (1935)
- Boissière di Fernand Rivers (1937)
- Una signora dell'Ovest di Carl Koch (1942), da La Dame de l'Ouest.
- Le Soleil de minuit di Bernard Roland (1943)
- Il demone della carne (Vértigo) di Antonio Momplet (1943)
- Lunegarde di Marc Allégret (1946)
- Bethsabée di Léonide Moguy (1947)
- L'Atlantide (Siren of Atlantis), di Gregg C. Tallas (1949)
- Mademoiselle de La Ferté di Roger Dallier (1949)
- Totò sceicco, film farsesco del 1950 per la regia di Mario Mattoli, parodia de L'Atlantide
- Kœnigsmark di Solange Térac (1953)
- La castellana del Libano (La Châtelaine du Liban) di Richard Pottier (1956), da La Châtelaine du Liban
- Antinea, l'amante della città sepolta  di Edgar G. Ulmer e Giuseppe Masini (1961), da L'Atlantide
- L'Atlantide, di Jean Kerchbron (1972) - film per la TV
- L'Atlantide, di Bob Swaim (1992)